# 武田昌輔
武田昌輔（たけだ まさすけ、1922年1月9日 - 2012年6月25日）は、日本の法学者。

## 略歴
青森県青森市出身。1944年中央大学法学部卒。大蔵省に入り、大蔵省高等財務講習所（現在の税務大学校）第1期となり、主税局税制第一課を経て、1966年成蹊大学経済学部助教授、1967年教授、1988年学部長。1989年退任、名誉教授となる。税務会計研究学会会長、財団法人租税資料館理事長を務めた。専門は法人税法。

## 著書
- 『資産再評価と税務』税務経理協会 1954
- 『税務棚卸資産会計』産業図書 1957
- 『会社税務精説』森山書店 1962
- 『新商法と税法 税務調整問題の研究』税務研究会 1964
- 『税務会計通論』森山書店 1967
- 『財務分析基礎講座 第5分冊 税務会計』全国銀行協会連合会 1969
- 『棚卸資産会計 税務』産学社 1969
- 『合併の法人税務』財政経済弘報社 1970
- 『税金相談 会社と個人の税知識の百科』有斐閣選書 1970
- 『会社分割の法人税務』財政経済弘報社 1970
- 『企業会計と税法』森山書店 1973
- 『新企業会計と税法』森山書店 1975
- 『税務会計と商法 税務調整の具体的検討』税務研究会出版局 1975
- 『会社合併の税務』税務経理協会 1978
- 『会社員の税法常識』 (日経文庫)日本経済新聞社 1979
- 『精説法人税法 昭和54年版』財経詳報社 1979
- 『やさしい税務入門 誰もが知ってほしい基礎知識』(銀行新書) 全国地方銀行協会 1981
- 『現代税務全集 19 合併・分割の税務』ぎょうせい 1982
- 『判例に学ぶ法人税の実務対策』中央経済社 1983
- 『現代税務全集 39 近代税制の沿革 所得税・法人税を中心として』ぎょうせい 1983
- 『クイックマスターin税務会計』東洋経済新報社 1984
- 『立法趣旨法人税法の解釈』財経詳報社 1984
- 『新講税務会計通論』森山書店 1985
- 『有価証券の会計と税務 商法・企業会計と税法の比較研究』清文社 1986
- 『即答交際費課税』財経詳報社 1988
- 『消費税の完全対策 実務上の細目までよくわかる』ダイヤモンド社 1988
- 『消費税法見直し速報』第一法規出版 1989
- 『税理士のための実践消費税 緊急対策解説』日本税務研究センター編 税務経理協会 1989
- 『即答役員給与課税』財経詳報社 1990
- 『税金千一夜物語』清文社 1992
- 『人物・税の歴史 江戸時代から現代まで』日本税理士会連合会編 東林出版社 1992
- 『会計・商法と課税所得』森山書店 1993
- 『詳解公益法人課税』全国公益法人協会 1993
- 『即答寄付金課税』財経詳報社 1996
- 『東西税金ばなし 続税金千一夜物語』清文社 1997
- 『武田昌輔税務会計論文集』森山書店 2001
- 『即答交際費課税 理論と実務 本質究明版』財経詳報社 2004
- 『法人税回顧六〇年 企業会計との関係を検証する』TKC出版 2009
- 『Q&Aプロからの税務相談 第2版』武田昌輔税法研究グループ編集 新日本法規出版 2013

### 共編著・監修
- 『減価償却の実務』 (税の実務叢書) 田中嘉男共著 税務経理協会 1951
- 『正しい申告のためのわかりやすい法人税の知識 百社の実例』吉国二郎共編 墨水書房 1962
- 『改正固定資産の耐用年数表とその解説 2訂版』編. 大蔵財務協会 1962 2版
- 『会社税務釈義』沼田嘉穂, 明里長太郎共編著. 第一法規出版 1964-
- 『法人税法 理論篇』吉国二郎共著. 財経詳報社 1968
- 『会社税務提要』番場嘉一郎共編著. 第一法規出版 1968
- 『会社法実務全書』全6巻 三戸岡道夫共編 ダイヤモンド社 1969
- 『最新改正税法による税金便利帖』編. 白馬出版 1973
- 『税法の基礎知識 税法体系の総合的理解のために』金子宏共編 有斐閣 1974
- 『詳解会社税務事例』編著. 第一法規出版 1974
- 『体系近代会計学 13 税務会計論』責任編集 中央経済社 1979
- 『税務会計小辞典』編著. 中央経済社 1979
- 『DHCコンメンタール法人税法・租税特別措置法』編著. 第一法規出版 1979
- 『中小会社のための改正商法と税務の実務』日本税理士会連合会編, 酒巻俊雄共著 新日本法規出版 1982
- 『金融証券用語辞典』共責 銀行研修社 1983
- 『法人税難問解決Q&A 節税への高等戦略』編. 有斐閣 1986
- 『詳解資産税務事例 全訂』監修. 第一法規出版 1990
- 『DHC所得税務釈義』神谷修, 横江義一共監修. 第一法規出版 1994
- 『21世紀を支える税制の論理 第3巻 企業課税の理論と課題』編著 税務経理協会 1995
- 『Q&A会社決算・申告のための法人税通達改正と実務の検討』山本清次共編集代表. ぎょうせい 1999
- 『証券用語辞典 新版』上村達男, 森平爽一郎, 淵田康之共責任編集 BSIエデュケーション 2000 銀行研修社 2007
- 『企業再編の税務』 (企業再編シリーズ) 後藤喜一, 原一郎共編集代表. 第一法規出版 2002
- 『詳解所得税務事例』監修, 所得税務事例研究会編. 第一法規 2003
- 『グループ法人税制の実務』監修. 第一法規 2010